# Ludvig Holberg
Ludvig Holberg (n. 3 decembrie 1684, Bergen, Danemarca-Norvegia – d. 28 ianuarie 1754, Copenhaga, Danemarca) a fost un dramaturg, istoric și filozof danez de origine norvegiană.
Adept al iluminismului și umanismului, a influențat considerabil literaturile norvegiană și daneză.
A scris comedii de caracter influențate de Molière, Plaut, Terențiu și comedia italiană, prin care sunt satirizate viciile umane, situația iobăgiei, instituția scolastică, dogmatismul religios.

## Scrieri
- 1719: Peder Paars
- 1731: Erasmus Montanus
- 1732/1735: Istoria Danemarcei ("Dannemarks Riges Historie")
- 1741:  Nicolai Klimii Iter Subterraneum
- 1744: Jeppe de la munte ("Jeppe paa Bierget")
- 1748/1754: Epistole ("Epistler")
- 1751: Fabule morale ("Moralske Fabler")